# Guy Verhofstadt
Guy Maurice Marie-Louise Verhofstadt (uitspraakⓘ) (Dendermonde, 11 april 1953) is een Belgisch politicus voor de Open Vlaamse Liberalen en Democraten (Open Vld). Hij was premier van België van 12 juli 1999 tot 20 maart 2008 in drie regeringen. Hij beëindigde zijn actieve politieke carrière in het Europees Parlement, waar hij van 2009 tot 2019 fractieleider van de Alliantie van Liberalen en Democraten voor Europa (ALDE) was.

## Politieke carrière

### Het begin
Na zijn middelbareschooltijd, die hij doorbracht aan het Koninklijk Atheneum Voskenslaan, ging hij rechten studeren aan de Rijksuniversiteit Gent, waar hij in 1975 afstudeerde als licentiaat. Nadien werd hij tot in 1994 advocaat aan de Balie van Gent.
In zijn studentenperiode in Gent begon hij zijn politieke carrière, allereerst in het Liberaal Vlaams Studentenverbond, waarvan hij van 1972 tot 1974 de voorzitter was. Later kwam hij in contact met Willy De Clercq, een kopstuk van de PVV in Gent, en hij kon als diens pupil opklimmen in de partij. Van 1977 tot 1981 was hij politiek secretaris van De Clercq, toen nationaal voorzitter van de PVV.
Van 1976 tot 1982 was hij gemeenteraadslid van Gent en in 1979 maakte hij zijn intrede in de nationale politiek als de voorzitter van de PVV-jongeren, wat hij bleef tot in 1982. Als voorzitter van de PVV-jongeren slaagde hij er in 1979-1980 op de ideologische congressen van de partij het Manifest van de Jongeren werd aangenomen, waarin werd opgeroepen tot een terugkeer naar het echte liberalisme. In januari 1982 werd hij verkozen tot nationaal voorzitter van de PVV, nadat zijn politieke mentor Willy De Clercq minister van Financiën was geworden, en bleef dit tot in november 1985.

### "Baby Thatcher" en "Da Joenk"
Vanaf 7 januari 1985 zetelde Guy Verhofstadt in de Kamer van volksvertegenwoordigers voor het arrondissement Gent-Eeklo als opvolger van vicepremier Willy De Clercq, die Europees commissaris werd. Bij de verkiezingen van 13 oktober 1985 werd Verhofstadt voor het eerst rechtstreeks verkozen als volksvertegenwoordiger en bleef in de Kamer zetelen tot in 1995. In de periode januari 1985-mei 1995 had hij als gevolg van het toen bestaande dubbelmandaat ook zitting in de Vlaamse Raad, de voorloper van het huidige Vlaams Parlement.
Op 28 november 1985, op 32-jarige leeftijd, trad Verhofstadt toe tot de regering-Martens VI als minister van Begroting en Wetenschappelijk Onderzoek. Deze regering viel op 19 oktober 1987. Verhofstadt was dus net geen twee jaar minister. In die korte periode had hij echter zijn stempel gedrukt op het beleid. Verhofstadt voer een strenge, neoliberale koers met een strak begrotingsbeleid. Held voor de een, werd hij aartsvijand voor de andere. In deze periode verwierf hij zijn bijnaam "baby-Thatcher". Leo Tindemans had het over "een ijskoude boekhouder die in de ministerraad alleen maar vijanden heeft", Étienne Davignon liet zich ontvallen: "Verhofstadt zal pas content zijn als het land een woestijn wordt, omdat het netto te financieren saldo dan automatisch op nul komt." Verhofstadt ging in deze periode dan ook in tegen een aantal heilige huisjes van de Belgische politiek: hij zette de privatisering van de ASLK in en trachtte de macht van de ziekenfondsen te beknotten. Officieel was de regering-Martens VI gevallen over een communautaire kwestie, de zaak "Happart", later zou echter blijken dat de aversie voor Verhofstadt vanuit de syndicale hoek (Jef Houthuys, voorzitter van de invloedrijke christelijke vakbond ACV noemde Verhofstadt in een interview "da joenk") een even belangrijke rol gespeeld heeft. Van 21 oktober 1987 tot 9 mei 1988 was hij minister van Begroting en Wetenschappelijk Onderzoek in de overgangsregering Martens VII.

### De Burgermanifesten
Bij de verkiezingen van 13 december 1987 behaalde Verhofstadt meer voorkeurstemmen dan premier Wilfried Martens en een stevige winst voor zijn liberale partij, de PVV. Ondanks deze overwinning werd de PVV niet opgenomen in de nationale regering en koos Martens voor de socialisten als nieuwe coalitiepartners. Deze ervaring inspireerde Verhofstadt, die in 1989 opnieuw PVV-partijvoorzitter werd, tot het schrijven van het eerste Burgermanifest, waarin hij stelde dat in de Belgische democratie niet de burger, maar wel ongrijpbare drukkingsgroepen het beleid bepalen. De eerste twee burgermanifesten vormden de basis van de vernieuwingsbeweging die de PVV in 1992 omvormde tot de VLD. Bij de federale verkiezingen van 1995 ging de VLD er opnieuw op vooruit en werd de tweede grootste partij in Vlaanderen. Een poging van Verhofstadt om na deze verkiezingsoverwinning een regering op te zetten met de socialisten mislukte, waarna hij ontslag nam als partijvoorzitter van de VLD. Van 1995 tot 2007 zetelde hij als rechtstreeks gekozen senator in de Belgische Senaat, een mandaat dat tijdens zijn ministerschappen onderbroken werd. Van 1995 tot 1999 en van juli tot december 2007 was hij ondervoorzitter van de Senaat.
In totaal verschenen vier burgermanifesten waarvoor Guy Verhofstadt als auteur werd vernoemd:
1. Burgermanifest I (1989) (geschreven door Frans Verleyen)
2. Burgermanifest II (1991): De weg naar politieke vernieuwing
3. Burgermanifest III (1994): Angst, afgunst en het algemeen belang (geschreven door Dirk Verhofstadt (publicist))
4. Burgermanifest IV (2006): Pleidooi voor een open samenleving (geschreven door Noël Slangen, Dirk Verhofstadt en Koert Debeuf)

In deze manifesten pleitte Verhofstadt onder meer voor federalisme, waarin de gewesten en gemeenschappen zelfstandige financiële en fiscale bevoegdheden zouden hebben. Ook pleitte hij voor een onaantastbare taalgrens, de rechtstreekse verkiezing van de deelstaatparlementen en een gewaarborgde vertegenwoordiging van de Vlamingen in het Brussels Hoofdstedelijk Parlement en andere organen van het Brussels Hoofdstedelijk Gewest. Onder zijn partijvoorzitterschap werd de VLD uitgesproken Vlaamsgezind, waardoor de partij gewezen leden van de Volksunie zoals Jaak Gabriels, Hugo Coveliers, Jef Valkeniers, André Geens en Bart Somers aantrok.

### Verhofstadt I– een maatschappelijk project
Na de mislukte poging tot kabinetsdeelname benadrukte Verhofstadt het sociale karakter van de liberale partij meer. In 1997 nam hij zijn functie van VLD-partijvoorzitter opnieuw op. In 1999 kreeg Verhofstadt een nieuwe kans, doordat de CVP, nu CD&V, een zwaar verlies leed na de dioxinecrisis, een affaire die was uitgelekt door zijn toedoen.
Verhofstadt slaagde erin om de socialistische en de groene partijen rond zijn persoon te verenigen en werd premier van een kabinet met de VLD, sp.a, MR, PS, Agalev (nu Groen geheten) en Ecolo, de eerste paars-groene regering. Met de regering-Verhofstadt I brak een nieuwe periode aan in de Belgische politiek. Na de "geen commentaar"-aanpak van Dehaene trok Verhofstadt communicatieadviseur Noël Slangen aan, die de zogenaamde "opendebatcultuur" lanceerde: belangrijke thema's en maatschappelijke onderwerpen werden nu eerst publiekelijk in het parlement, de kamer, in de verschillende commissies en door de media behandeld, waar ze voordien in kastelen achter gesloten hekken werden beslist. De burger kreeg nu via de media een veel directer en duidelijker beeld van de spanningsvelden in kamer en senaat.
Op 16 oktober 2000 werd het Lambermontakkoord gesloten dat de vijfde staatshervorming inleidde. Voor de goedkeuring zocht en vond de Regering-Verhofstadt I steun bij de oppositiepartij PSC (sinds 2002 cdH), in ruil voor de toezegging van extra geld aan het vrij (katholiek) onderwijs van de Franse Gemeenschap en de belofte dat België het Kaderverdrag inzake de bescherming van nationale minderheden van de Raad van Europa zou ondertekenen.

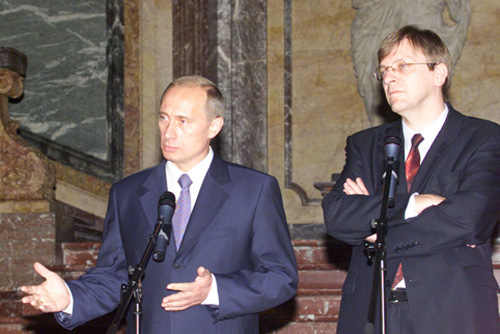
Verhofstadt en Vladimir Poetin tijdens een persconferentie in Brussel (Gemeenschappelijk buitenlands en veiligheidsbeleid) op 2 oktober 2001.

Op ethisch vlak waaide in het land een vernieuwende maar vaak controversiële wind met de euthanasiewet, de snel-Belgwet, de decriminalisering van softdrugs en de goedkeuring van het homohuwelijk. Op economisch vlak sprak men van de actieve welvaartsstaat, waarbij belastingverminderingen gecombineerd werden met sociale maatregelen zoals de maximumfactuur in de ziekteverzekering en het optrekken van de laagste pensioenen. Mede onder impuls van Louis Michel voerde België een gedurfd buitenlands beleid, wat een ware breuk betekende met de voorzichtige, onopvallende koers van de laatste decennia. In Centraal-Afrika (Congo, Burundi, Rwanda) werd België de voortrekker om tot een vredesovereenkomst te komen. In eigen land werd de genocidewet ingevoerd, die het mogelijk maakte om buitenlandse staatshoofden voor een Belgische rechtbank te dagen op basis van het schenden van de mensenrechten. In de Irak-crisis koos België resoluut het kamp van Frankrijk en Duitsland, dit tot grote ontevredenheid van de Verenigde Staten, die er openlijk mee dreigden om het hoofdkwartier van de NAVO uit België weg te halen.
Bij de verkiezingen van 2003 boekten de VLD van Verhofstadt en vooral de sp.a van Steve Stevaert, nu in een kartel met de links-liberale regionalisten van Spirit, een mooie overwinning. De kiezer strafte de groene coalitiepartners Agalev (Groen!) en Ecolo echter zwaar af.
De relatie tussen Verhofstadt en de geschreven pers was tijdens deze regering niet altijd gemakkelijk. Zo klaagde Rik Van Cauwelaert van het weekblad Knack erover dat de premier regelmatig naar journalisten belde om ze uit te schelden of ze op een bepaalde manier te doen schrijven. Hij vond dat de druk om meegaand en niet kritisch te zijn onder de regering Verhofstadt I enorm was.

### Verhofstadt II– een sociaal project
Na de afstraffing van de groenen vormde Verhofstadt een tweede regering, nu een paarse coalitie zonder de groene partijen, met VLD, sp.a, Spirit, MR en PS. Het centrale thema van deze regering was de werkgelegenheid.
Verhofstadt II vond nooit het elan van Verhofstadt I. De open debatcultuur gleed af naar openlijk geruzie, het ethische dossier over het migrantenstemrecht werd een wrange confrontatie tussen de VLD en de andere coalitiepartners, en de verslechterde economische conjunctuur, hoge werkloosheid en krappe begrotingssituatie hadden het idee van de "actieve welvaartsstaat" doen vergeten.
Onder de minister van Buitenlandse Zaken, Karel De Gucht (Open Vld), werd het buitenlands beleid opnieuw 'genormaliseerd'. De genocidewet werd afgezwakt en in stilte werden de diplomatieke kanalen ingezet om de relatie met de Verenigde Staten opnieuw te verbeteren. België speelde wel een grote rol in de beëindiging van de burgeroorlog in Congo en het democratiseringsproces van het land, zoals de verkiezingen van 2006, maar ook hierna bleef België actief waken over de stabiliteit van Centraal-Afrika.
Ook binnen de regering rommelde het meerdere malen, waarbij het enkele keren tot een openlijke confrontatie tussen de VLD en de PS kwam. Enkele maanden lang regende het problemen binnen Justitie, de bevoegdheid van PS-minister Laurette Onkelinx: de ontsnapping van terroriste Ferye Erdal, slechte werking van de Veiligheid van de Staat, overbevolkte en totaal verouderde gevangenissen, slechte uitvoering van de straffen, ontelbare ontsnappingen, zoals de ontsnapping van 28 gevangenen uit de verouderde instelling in Dendermonde, de invrijheidstelling van Abdallah Aïd Ouhd, de moordenaar van Stacy en Nathalie in Luik, en uiteindelijk, de Albanese top gangster Hoxha die na een uitdrukkelijk bevel om het land te verlaten, terug zou zijn opgedoken in Antwerpen. Voor de VLD-fractie was het welletjes, en er werd een motie van wantrouwen tegen Onkelinx ingediend. Verhofstadt moest de brokken lijmen, wilde hij de coalitie bijeenhouden.
In het najaar van 2005 bereikte de regering een akkoord over de hervormingen van de arbeidsmarkt en de pensioenen, het Generatiepact.
Tegen het einde van de legislatuur kwam de conjunctuur er weer bovenop. De economie schakelde in een hogere versnelling, en de werkloosheid daalde van 14% naar 11,2% (cijfers van maart 2007). Op 13 december 2007 deelde de Nationale Bank mee dat er netto 202.000 extra jobs waren bij gekomen. Verhofstadt had er 200.000 beloofd. Ook werden in extremis nog enkele nieuwe wetten goedgekeurd, zoals de hervorming van de brandweer.

### 2004 – annus horribilis voor Verhofstadt

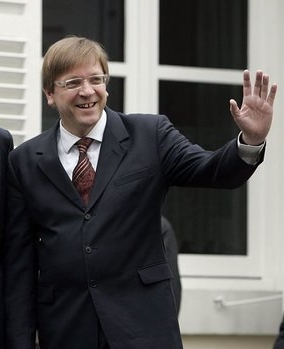
Guy Verhofstadt in 2005.

Het migrantenstemrecht leidde het voor Verhofstadt rampzalige jaar 2004 in. Verhofstadt stond voor een dilemma: trouw blijven aan zijn coalitiepartners en de beslissing over het migrantenstemrecht van de Kamer respecteren, zoals gestipuleerd in het regeerakkoord, of luisteren naar de VLD-militanten, waar de weerstand tegen het migrantenstemrecht zeer groot was. Op een VLD-congres van april 2004 kon Verhofstadt, dankzij een tussenkomst van oud-PVV-voorzitter Willy Declerq, nog verhinderen dat de VLD tegen verdere regeringsdeelname stemde. Maar enkele dagen later zag Verhofstadt zich genoodzaakt om Karel De Gucht als partijvoorzitter van de VLD te vervangen, nadat deze zich verder was blijven verzetten tegen het migrantenstemrecht. Men sprak van een koningskwestie binnen de VLD.
Bij de verkiezingen voor het Vlaamse parlement van 13 juni 2004 kreeg de VLD een zware verkiezingsnederlaag toegediend, en werd met minder dan 20% van de stemmen slechts de vierde partij in Vlaanderen.
In juli 2004 trachtte Verhofstadt de overstap te maken van de nationale naar de internationale politiek en stelde zich kandidaat als voorzitter van de Europese Commissie, hierin gesteund door Gerhard Schröder en Jacques Chirac. Zijn kandidatuur botste op een veto van Tony Blair, die Verhofstadts sterke Europese ideeën als bedreigend zag, en uiteindelijk won de Portugese premier José Manuel Barroso het van Verhofstadt.
Ondertussen zag Verhofstadt zijn positie in de nationale politiek verzwakken. Frank Vandenbroucke (sp.a) en Louis Michel (MR), twee sterke figuren in Verhofstadt I en II, maakten de overstap naar respectievelijk de Vlaamse regering en de Europese Commissie. De Vlaamse Regering werd nu geleid door Yves Leterme (CD&V). De Franstalige zusterpartij van de VLD, de MR, was ondertussen uit zowel de Brusselse als de Waalse gewestregering gewipt.
Door deze gewijzigde machtsverhoudingen slaagde Verhofstadt er niet in om een consensus te vinden tussen de federale, Brusselse en Vlaamse regering over de uitbreiding van het koerierbedrijf DHL op de luchthaven Brussels Airport. Na een zware en mislukte onderhandelingsronde die meer dan 25 uren duurde, hadden Verhofstadt en zijn chauffeur een ongeluk bij het naar huis rijden: de auto ging drie keer over de kop na een botsing. In de media sprak men van de crash van Verhofstadt, 'letterlijk en figuurlijk'. De premier was echter maar lichtgewond en genas snel. Hij nam enkele dagen later dan ook zijn ambt weer over van vicepremier Laurette Onkelinx.

### Gemeenteraadslid Gent
Met meer dan achtduizend voorkeurstemmen werd Verhofstadt bij de Belgische lokale verkiezingen van 2006 in de gemeenteraad van Gent verkozen. Weliswaar stond hij slechts als lijstduwer op de plaatselijke VLD-Vivant-lijst maar na zijn verkiezing besloot hij toch zitting in de raad te nemen. Hij bleef gemeenteraadslid tot aan zijn verkiezing in het Europees Parlement in 2009.

### Ontslag paarse regering
Bij de verkiezingen van 10 juni 2007 haalde de paarse coalitie van Guy Verhofstadt, die als lijsttrekker van de Open Vld-senaatslijst 493.355 voorkeurstemmen behaalde, geen meerderheid meer. Op 11 juni 2007 aanvaardde koning Albert II het ontslag van de paarse regering, dat in een audiëntie door Verhofstadt was aangeboden.
De Koning belastte de regering-Verhofstadt II met het afhandelen van de lopende zaken. Vermoed werd dat de Open Vld deel zou uitmaken van een oranje-blauwe coalitie. Nadat de regeringsformatie eind november 2007 voor de tweede maal mislukte, consulteerde de koning op 2 december Guy Verhofstadt om zijn visie op de politiek crisis te raadplegen. Een dag later kreeg Verhofstadt een informateursrol toebedeeld om het politieke kluwen te ontwarren. De taakstelling van de regering van lopende zaken werd uitgebreid. Daardoor kan ze een antwoord bieden aan de verschillende dringende problemen die zich na de verkiezingen van 10 juni stelden.

### Regering-Verhofstadt II bis / informateur Verhofstadt
Op 3 december 2007 gaf koning Albert II aan de aftredende regering-Verhofstadt meer bevoegdheden, in afwachting van een oplossing van de politieke crisis en het aantreden van een nieuwe regering. Concreet was er sprake van een uitbreiding van de afhandeling van zeer dringende lopende zaken zonder echter de vorming van een nieuwe regering op de lange baan te schuiven. Deze tijdelijke constructie kon werk maken van deze dringende dossiers in overleg met de oppositie aangezien paars geen meerderheid meer had in de Kamer, langs Vlaamse kant slechts 32 van de 88 zetels. Daarbij kon het initiatief uitgaan van de regering of van het parlement zelf. Desgevraagd verklaarde CD&V voorzitter Jo Vandeurzen de dag daarop dat alvast zijn partij bereid was mee te zoeken naar een oplossing voor dringende dossiers. Daarbij was Jo Vandeurzen verheugd dat ook de opdracht "staatshervorming" in het opgelegde takkenpakket vervat zat.
Er bestaat evenwel geen wettekst over wat precies "lopende zaken" inhoudt, wel vormde er zich rechtspraak over. De Raad van State stipuleerde drie niveaus: dringende zaken, zaken van dagelijks bestuur en de voortzetting van dossiers waarvan de eigenlijke beleidsbeslissing veel eerder is genomen.
Deze regering ging ook op zoek naar oplossingen voor de communautaire thema's en probeerde een consensus te vinden voor de staatshervorming.
Op dezelfde dag raakte bekend dat Verhofstadt door de Koning "gevraagd werd op zeer korte termijn te informeren hoe de huidige impasse doorbroken kon worden en daartoe alle nodige contacten te leggen". De facto heeft hij dan een duobaan, namelijk premier en informateur.

### Interim-regering-Verhofstadt III/ formateur Verhofstadt
Op 17 december 2007 werd bekend dat Verhofstadt als premier leiding zou geven aan een interim-regering. Hij zou tot 20 maart 2008 als premier aanblijven en dan de macht overdragen aan Yves Leterme, die tegen dan een definitieve regering op de been gebracht had. Op 21 december 2007 trad Verhofstadt III aan. De interim-regering richtte zich tijdens haar kort bewind op de belangrijkste lopende zaken. Bovendien stelde ze de begroting van 2008 op. Voor de formatie van de definitieve regering die tegen midden maart 2008 klaar moest zijn, werden onderhandelingen gevoerd over belangrijke sociaal-economische en ecologische onderwerpen (onder leiding van Didier Reynders) alsmede over de staatshervorming (in een Raad der Wijzen onder leiding van Yves Leterme). Het was niet de bedoeling dat de interim-regering deze onderwerpen aanpakte.

### Europees fractieleider

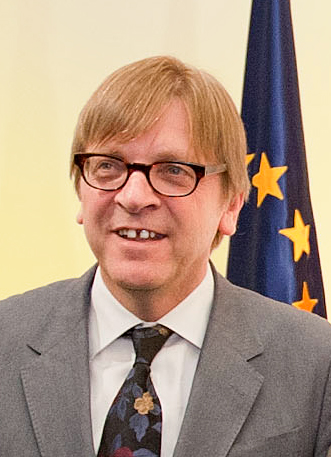
Verhofstadt in 2012

Op 7 juni 2009 sleepte de Europese lijst van Open Vld drie zetels in het Europees Parlement in de wacht. Guy Verhofstadt was lijsttrekker en behaalde met 565.359 voorkeurstemmen veruit het hoogste aantal voorkeurstemmen voor de Europese verkiezingen. In de aanloop naar de Europese verkiezingen schreef Guy Verhofstadt het boek 'De weg uit de crisis. Hoe Europa de wereld kan redden' waarin hij de versnipperde aanpak van de financieel-economische crisis aanklaagt en een pleidooi houdt voor een Europese anticrisisstrategie. In het nieuwe parlement werd hij verkozen tot fractieleider van de Alliantie van Liberalen en Democraten voor Europa (ALDE)-fractie. In juni 2013 werd hij samen met Daniel Cohn-Bendit verkozen tot European Leader of the Year.

### Interim-voorzitterOpen Vld
Op 7 juni 2009 schoof Verhofstadt als eerste ondervoorzitter van Open Vld door naar de positie van interim-partijvoorzitter. Dat gebeurde nadat partijvoorzitter Bart Somers ontslag nam naar aanleiding van de verkiezingsnederlaag bij de Vlaamse verkiezingen van 2009. Verhofstadt nam tijdelijk het voorzitterschap van de Vlaamse liberalen waar totdat op 12 december 2009 Alexander De Croo tot voorzitter verkozen werd. Nadat De Croo in oktober 2012 toetrad tot de regering-Di Rupo en bijgevolg aftrad als voorzitter, werd Verhofstadt nogmaals interim-voorzitter van Open Vld, ditmaal in combinatie met Vincent Van Quickenborne. Verhofstadt en Van Quickenborne namen de honneurs waar tot in december dat jaar, toen Gwendolyn Rutten tot nieuwe voorzitter werd verkozen.

### Lijstduwer Gent
Bij de gemeenteraadsverkiezingen in 2012 was Verhofstadt lijstduwer voor Open Vld. Hij werd verkozen, maar besloot niet te zetelen in de gemeenteraad. In 2018 stelde hij zich opnieuw kandidaat op de laatste plaats. Deze keer had hij eerder al aangegeven zijn zetel op te nemen. Hij werd opnieuw verkozen en ging dus zetelen in de gemeenteraad. In september 2020 nam Verhofstadt ontslag uit de Gentse gemeenteraad, omdat het moeilijk te combineren bleek met zijn mandaat van Europees Parlementslid.

### Kandidaat voorzitterschap Europese Commissie
Op 4 december 2013 gaven de liberale leiders van de Benelux-landen aan Verhofstadt te steunen als de kandidaat voor het voorzitterschap van de Europese Commissie na de Europese Parlementsverkiezingen van 2014. Eerder had de Partij van de Europese Sociaaldemocraten Martin Schulz al naar voren geschoven als hun kandidaat. Een dag later maakte commissaris Olli Rehn bekend dat ook hij het voorzitterschap ambieert. Op 18 december 2013 kwam het bericht naar buiten dat veertien andere liberale partijleiders Rehn daarin steunden. De Nederlandse Mark Rutte (VVD) en de Duitse Christian Lindner (FDP) werden door ALDE als bemiddelaars aangesteld. ALDE maakte op 20 januari 2014 bekend dat dit leidde tot de kandidaatstelling van Verhofstadt namens de liberale partij. Rehn werd kandidaat voor een andere hoge positie. Het voorzitterschap van de Commissie kwam echter de EVP toe en Verhofstadt werd aldus geen voorzitter.
Verhofstadt was naast kandidaat-voorzitter ook lijsttrekker voor Open Vld bij de Europese verkiezingen in België en werd opnieuw fractieleider. Ook in 2019 was hij lijsttrekker en werd hij opnieuw verkozen tot Europees Parlementslid. Zijn functie als fractieleider van de liberalen moest Verhofstadt echter afstaan aan de voormalige Roemeense premier Dacian Ciolos.

### Brexit
Op 8 september 2016 werd Verhofstadt aangeduid tot parlementair hoofdonderhandelaar tijdens de onderhandelingen over de brexit, namens het Europees Parlement. Hij bleef dit tot aan de afhandeling van de Brexit in januari 2020.

### Covoorzitterschap volksbevraging
Van april 2021 tot december 2022 was hij een van de drie voorzitters van het uitvoerend comité dat een volksbevraging over de toekomst van de EU moet organiseren.

### Einde politieke carrière
Verhofstadt besloot na de verkiezingen in juni 2024 geen mandaat meer op te nemen en dus zijn actieve politiek carrière te beëindigen. Wel werd hij nog laatste opvolger op de Europese lijst van Open Vld, in die rol behaalde hij nog ruim 38.000 stemmen.

## Uitslagen verkiezingen
| Verkiezing                      | Kieskring       | Datum           | Lijst      | Plaats op lijst         | Voorkeursstemmen | Uitslag       | Partijuitslag binnen kieskring |
| ------------------------------- | --------------- | --------------- | ---------- | ----------------------- | ---------------- | ------------- | ------------------------------ |
| Vlaamse parlementsverkiezingen  | Oost-Vlaanderen | 13 juni 2004    | VLD Vivant | Lijstduwer-27e plaats   | 47.754           | 2e titularis  | 23,81 %                        |
| Europese Parlementsverkiezing   | Vlaanderen      | 13 juni 2004    | VLD Vivant | 1e plaats               | 388.011          | 1e titularis  | 21,91 %                        |
| Gemeenteraadsverkiezing         | Gent            | 8 oktober 2006  | VLD-Vivant | Lijstduwer-51e plaats   | 7.977            | 3e titularis  | 21,04 %                        |
| Provincieraadsverkiezing        | District Gent   | 8 oktober 2006  | VLD-Vivant | Lijstduwer-14e plaats   | 11.692           | 2e titularis  | 21,04 %                        |
| Vlaamse parlementsverkiezingen  | Oost-Vlaanderen | 7 juni 2009     | Open Vld   | Lijstduwer-16e opvolger | 38.563           | 1e opvolger   | 18,82 %                        |
| Europese Parlementsverkiezing   | Vlaanderen      | 7 juni 2009     | Open Vld   | 1e plaats               | 565.359          | 1e titularis  | 20,56 %                        |
| Federale parlementsverkiezingen | Oost-Vlaanderen | 13 juni 2010    | Open Vld   | Lijstduwer-11e opvolger | 32.213           | 3e opvolger   | 17,40 %                        |
| Gemeenteraadsverkiezing         | Gent            | 14 oktober 2012 | Open Vld   | Lijstduwer-51e plaats   | 3.442            | 4e titularis  | 16,5 %                         |
| Europese Parlementsverkiezing   | Vlaanderen      | 25 mei 2014     | Open Vld   | 1e plaats               | 531.030          | 1e titularis  | 20,40 %                        |
| Gemeenteraadsverkiezing         | Gent            | 14 oktober 2018 | Open Vld   | Lijstduwer-53e plaats   | 2.267            | 5de titularis | 25,20 %                        |
| Europese Parlementsverkiezing   | Vlaanderen      | 26 mei 2019     | Open Vld   | 1e plaats               | 342.460          | 1e titularis  | 15,95 %                        |
| Europese Parlementsverkiezing   | Vlaanderen      | 9 juni 2024     | Open Vld   | Lijstduwer-8e opvolger  | 38.589           | 2e opvolger   | 9,11 %                         |

## Spinelli
Op 15 september 2010 lanceerde Verhofstadt het nieuwe initiatief Spinelli Group in het Europees Parlement met Daniel Cohn-Bendit, Isabelle Durant en Sylvie Goulard om een nieuwe impuls aan de strijd voor een federale Europa te geven. Beroemde aanhangers zijn Jacques Delors, Mario Monti, Andrew Duff, Elmar Brok, Pat Cox en Joschka Fischer. In deze optiek publiceerde hij in oktober 2012 Voor Europa samen met Daniel Cohn-Bendit, een pleidooi voor een meer geïntegreerd, federaal Europa.

## In de privésector
Bij de verzelfstandigde uitvoeringsorganisatie van het Nederlandse Stichting Pensioenfonds ABP, de APG Algemene Pensioen Groep NV was Verhofstadt van april 2008 tot 2014 commissaris en nadien vicevoorzitter van de raad van commissarissen. In 2013 werd hij voor deze opdracht vergoed met een bedrag van 43.100 euro.
In april 2010 werd hij onafhankelijk bestuurder van de Belgische gastankerrederij Exmar. Een eerste mandaat van 3 jaar werd in 2013 tot mei 2016 verlengd. In 2013 ontving hij als bestuurder een vergoeding van 60.000 euro.
Van mei 2012 tot mei 2023 was Verhofstadt onafhankelijk bestuurder van de Belgische holding Sofina. In 2013 ontving hij hiervoor 130.500 euro.
Van juni 2013 tot december 2019 was hij voorzitter van de raad van bestuur van het European Institute of Public Administration (EIPA). Hij volgde Henning Christophersen op en werd zelf door de Cecilia Wikström opgevolgd.
Sinds 2021 is hij lid van de adviesraad van het duurzaamheidsfonds Planet First Partners,
In mei 2022 volgde hij Herman De Croo als voorzitter van het museum Autoworld op.
Verder is hij:
- voorzitter van European Movement International, een lobbygroep die ijvert voor meer Europese integratie (sinds december 2023),[39]
- lid van de denktank Friends of Europe,
- lid van de adviesraad van de Anti-Corruption Foundation opgericht door de Russische politieke dissident Aleksej Navalny.

## Eretitels en onderscheidingen
- België: minister van staat, 1995.
- België: Grootlint in de Leopoldsorde, door ZM Albert II, 13 april 2008.[40]
- België: Grootkruis in de Kroonorde, 5 juni 2007.[40]

Zijn buitenlandse decoraties zijn onder andere:
- Griekenland: Grootkruis in de orde van de Eer (2005);[40]
- Finland: Grootkruis in de orde van de Witte Roos (30 maart 2004);[40]
- Noorwegen: Grootlint in de Orde van Verdienste (Noorwegen) (2003);[40]
- Denemarken: Grootkruis in de Orde van de Dannebrog (2002);[40]
- Zweden: Grootkruis in de koninklijke orde van de Poolster (2001);[40]
- Spanje: Grootkruis in de orde van Isabella de Katholieke (2000);[40]
- Italië: Grootkruis in de Orde van Verdienste (Italië) (20 februari 1985);[40]
- Polen: Grootkruis Orde van Verdienste van de Republiek Polen.[41]

## Overzicht deelname politieke verkiezingen
- Senaat 13 juni 1999 - 1e plaats Vlaamse kieskring - VLD - verkozen
- Vlaams parlement 13 juni 1999 - 19e plaats kieskring Antwerpen - VLD - verkozen - beslist niet te zetelen
- Senaat 18 mei 2003 - 1e plaats Vlaamse kieskring - VLD - verkozen
- Vlaams parlement 13 juni 2004 - 27e plaats kieskring Oost-Vlaanderen - VLD-Vivant - verkozen - beslist niet te zetelen
- Vlaams parlement 7 juni 2009 - 1e opvolger kieskring Oost-Vlaanderen - Open Vld
- Europees parlement 7 juni 2009 - 1e plaats Vlaamse kieskring - Open Vld - verkozen
- Kamer van volksvertegenwoordigers 13 juni 2010 - 11e opvolger kieskring Oost-Vlaanderen - Open Vld
- Europees parlement 25 mei 2014 - 1e plaats Vlaamse kieskring - Open Vld - verkozen
- Europees parlement 26 mei 2019 - 1e plaats Vlaamse kieskring - Open Vld - verkozen
- Europees parlement 9 juni 2024 - 8e opvolger Vlaamse kieskring - Open Vld

## Personalia
- Verhofstadt is in 1981 in het huwelijk getreden met zangeres Dominique Verkinderen, samen hebben ze twee kinderen. Beelden van Dominique Verkinderen die haar man in functie vergezelt zijn, op een obligaat bezoek aan het stemhokje na, zeldzaam[42].
- Hij is de broer van Dirk Verhofstadt.
- Guy Verhofstadt is in zijn vrije tijd een fanatiek fietser.
- In april 2015 bracht Verhofstadt zijn eerste wijn, "Meone 2013", op de markt.

## Karikaturen
- Verhofstadts uiterlijk heeft hem tot een favoriet doelwit voor cartoonisten en striptekenaars gemaakt. In de jaren 80 werd hij vaak voorgesteld als een etterig rotkind of, vanwege zijn opvallende gebit, als een konijn. Met het ouder worden is deze eerste voorstellingswijze weggevallen.
- Guy Verhofstadt werd gekarikaturiseerd in de satirische strip Pest in 't Paleis (1983) door Jan Bosschaert en Guido van Meir. In het verhaal is hij een tienjarig kind, genaamd "Gwij Verafstoot". Hij wordt begeleid door zijn voogd "Hernàn de Croodobes" (karikatuur van Herman De Croo) en haalt voortdurend kattenkwaad uit. Er heersen plannen om hem naar België te halen als opvolger van koning Boudewijn I van België, wat volgens de verteller "een ramp zou zijn." Deze voorstelling moet echter in de juiste context gezien worden. Begin jaren 80 hing Verhofstadt nog erg het Thatcherisme aan en was hij nog een jong politicus die door vele oudere beleidsmakers, met name door vakbondsleider Jef Houthuys, geminacht werd als "da joenk".
- In de cartoons van Erik Meynen wordt hij voorgesteld als een eeuwige optimist.
- In het Neroalbum, "De Terugkeer van Geeraard de Duivel" (1983) is de politicus heel even te zien in het aankondigingstrookje. Hij bevindt zich samen met Karel Van Miert en Charles-Ferdinand Nothomb in de hel.
- In het Nero (strip)album "De Verloren Zee" (1988) hangt zijn portret samen met dat van André Leysen, Daan Antheunis (toenmalig Schepen van Cultuur (1983-1986) in Sint-Niklaas), Khomeini, Yasser Arafat, Jean-Luc Dehaene en Wilfried Martens aan de muur van een groot museum op de zeebodem (strook 49).
- In het Suske en Wiske-album De koeiencommissie (2000) wordt Verhofstadt ook gekarikaturiseerd.
- In het Jommekes-album Het luchtkasteel komt Verhofstadt ook even voor als leerling.